# العلاقات الكوبية الناوروية
العلاقات الكوبية الناوروية هي العلاقات الثنائية التي تجمع بين كوبا وناورو.

## مقارنة بين البلدين
هذه مقارنة عامة ومرجعية للدولتين:
| وجه المقارنة                                              | كوبا                              | ناورو                          |
| --------------------------------------------------------- | --------------------------------- | ------------------------------ |
| المساحة (كم2)                                             | 109.88 ألف                        | 21                             |
| عدد السكان (نسمة)                                         | 11.48 مليون                       | 10.08 ألف                      |
| الكثافة السكانية (ن./كم²)                                 | 104.48                            | 48.00 ألف                      |
| العاصمة                                                   | هافانا                            | ضاحية يارين                    |
| اللغة الرسمية                                             | اللغة الإسبانية                   | اللغة الناورونية، لغة إنجليزية |
| العملة                                                    | بيزو كوبي، بيزو كوبي قابل للتحويل | دولار أسترالي                  |
| الناتج المحلي الإجمالي (بليون دولار)                      | 87.13 مليار                       | 113.88 مليون                   |
| الناتج المحلي الإجمالي (تعادل القوة الشرائية) بليون دولار |                                   | 162.98 مليون                   |
| الناتج المحلي الإجمالي الاسمي للفرد دولار أمريكي          |                                   | 9.83 ألف                       |
| الناتج المحلي الإجمالي للفرد دولار أمريكي                 |                                   |                                |
| مؤشر التنمية البشرية                                      | 0.769                             |                                |
| رمز المكالمات الدولي                                      | +53                               | +674                           |
| رمز الإنترنت                                              | .cu                               | .nr                            |
| المنطقة الزمنية                                           | 00                                | ت ع م+12:00                    |

## منظمات دولية مشتركة
يشترك البلدان في عضوية مجموعة من المنظمات الدولية، منها:
| علم المنظمة | اسم المنظمة                                 | تاريخ انضمام كوبا | تاريخ انضمام ناورو |
| ----------- | ------------------------------------------- | ----------------- | ------------------ |
|             | الاتحاد الدولي للاتصالات                    | 16 يناير 1918     | 10 يونيو 1969      |
|             | تحالف الدول الجزرية الصغيرة                 | ?                 | ?                  |
|             | منظمة حظر الأسلحة الكيميائية                | ?                 | ?                  |
|             | يونسكو                                      | 29 أغسطس 1947     | 17 أكتوبر 1996     |
|             | الأمم المتحدة                               | 24 أكتوبر 1945    | 14 سبتمبر 1999     |
|             | الاتحاد البريدي العالمي                     | ?                 | ?                  |
|             | منظمة الشرطة الجنائية الدولية               | ?                 | ?                  |
|             | مجموعة دول أفريقيا والكاريبي والمحيط الهادئ | ?                 | ?                  |

## وصلات خارجية
- موقع وزارة الخارجية الكوبية